# Histoire philatélique et postale du Vatican

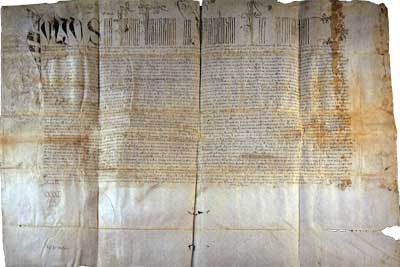
Bulle du pape Jules 2 de 1505

Ceci est une introduction à l'histoire postale et philatélique du Vatican (et des États pontificaux).

## La poste de l'Église romaine
La papauté a toujours entretenu des moyens d'échanges d'information entre le siège et les communautés religieuses. Les différentes formes que prennent les actes du pape sont les suivantes : bref apostolique, bulle, constitution apostolique, encyclique, exhortation apostolique, indult, lettre apostolique, motu proprio, rescrit.

## Les États pontificaux

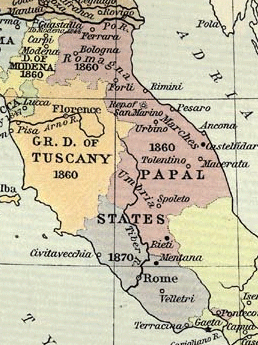
Les États pontificaux en 1870.

Jusqu'à la Révolution française, les États pontificaux contrôlaient une grande partie de l'Italie.

## Les départements français
Les États pontificaux ont été occupés par la France sous l'Empire. Cette région a été organisée en départements (voir Liste des 130 départements de 1811). L'administration postale a donc mis en place des marques postales linéaires sur le même modèle que celui de la France.

### Le Tibre ou Rome
La région de Rome a été sous administration française du 9 juin 1809 au 21 mai 1814.
Son numéro de département était le 116. On trouve également l'appellation « département du Tibre ».
| Ville             | Marque port dû       | Marque port payé    | Marque déboursé | Date | Remarques                            |
| ----------------- | -------------------- | ------------------- | --------------- | ---- | ------------------------------------ |
| Rome              | ROMA                 | -                   | -               | 1809 | Dans un cadre, écritures variées     |
|                   | POSTA DI ROMA        | -                   | -               | 1809 | empreinte noire, touge, bleue, verte |
|                   | BUREAU FRANÇAIS ROME | oui                 | -               | 1809 | Bureau français en cercle            |
|                   | 116 ROME             | P. 116. P ROME      | DÉB DE ROME     | 1810 | Empreinte noire ou rouge             |
| Albano Laziale    | 116 ALBANO           | -                   | -               | 1810 |                                      |
| Anagni            | 116 ANAGNI           | -                   | -               | 1811 | Empreinte noire ou rouge             |
| Calvi dell'Umbria | 116 CALVI            | -                   | -               | 1812 |                                      |
| Canino            | 116 CANINO           | -                   | -               | 1810 |                                      |
| Civita Castellana | 116 CIVITACASTELLANA |                     |                 |      |                                      |
| Civitavecchia     | 116 CIVITAVECCHIA    |                     |                 |      |                                      |
| Frosinone         | 116 FROSINONE        |                     |                 |      |                                      |
| Narni             | 116 NARNI            |                     |                 |      |                                      |
| Palestrina        | 116 PALESTRINA       |                     |                 |      |                                      |
| Priverno          | 116 PIPERNO          |                     |                 |      |                                      |
| Rieti             | 116 RIETI            | -                   | -               | 1810 |                                      |
| Ronciglione       | 116 RONCIGLIONE      | P 116 P RONCIGLIONE | _               | 1812 |                                      |
| Terracina         | 116 TERRACINA        | -                   | -               | 1812 |                                      |
| Tivoli            | 116 TIVOLI           | P 116 P TIVOLI      | -               | 1811 |                                      |
| Velletri          | 116 VELLETRI         | -                   | -               | 1810 |                                      |
| Viterbe           | 116 VITERBO          | P 116 P VITERBO     | -               | 1810 | 2 marques de 36 et 34 mm             |

### Le Trasimène
Le Trasimène a été sous administration française du 13 septembre 1810 à la fin 1813. Son numéro de département était le 117.
| Ville             | Marque port dû        | Marque port payé        | Marque déboursé   | Date | Remarques |
| ----------------- | --------------------- | ----------------------- | ----------------- | ---- | --------- |
| Spoleto           | 117 SPOLETO           | P. 117. P SPOLETO       | D 117. B SPOLETO  | 1810 |           |
| Acquapendente     | 117 ACQUAPENDENTE     | P. 117. P ACQUAPENDENTE | -                 | 1811 |           |
| Amelia            | 117 AMELIA            | -                       | -                 | 1813 |           |
| Città della Pieve | 117 CITTA-DELLA-PIEVE | -                       | -                 | 1810 |           |
| Città di Castello | 117 CITTA-DI-CASTELLO | -                       | -                 | 1810 |           |
| Polino            | 117 POLOGNO           | P. 117. P POLOGNO       | D. 117 B POLOGNO  | 1810 |           |
| Norcia            | 117 NORCIA            | -                       | -                 | 1811 |           |
| Orvieto           | 117 ORVIETO           | -                       | -                 | 1811 |           |
| Pérouse           | 117 PERUGIA           | P. 117. P PERUGIA       | D. 117. B PERUGIA | 1810 |           |
| Terni             | 117 TERNI             | -                       | -                 | 1810 |           |
| Todi              | 117 TODI              | P. 117. P TODI          | D. 117. B TODI    | 1811 |           |

## Rétablissement des États pontificaux

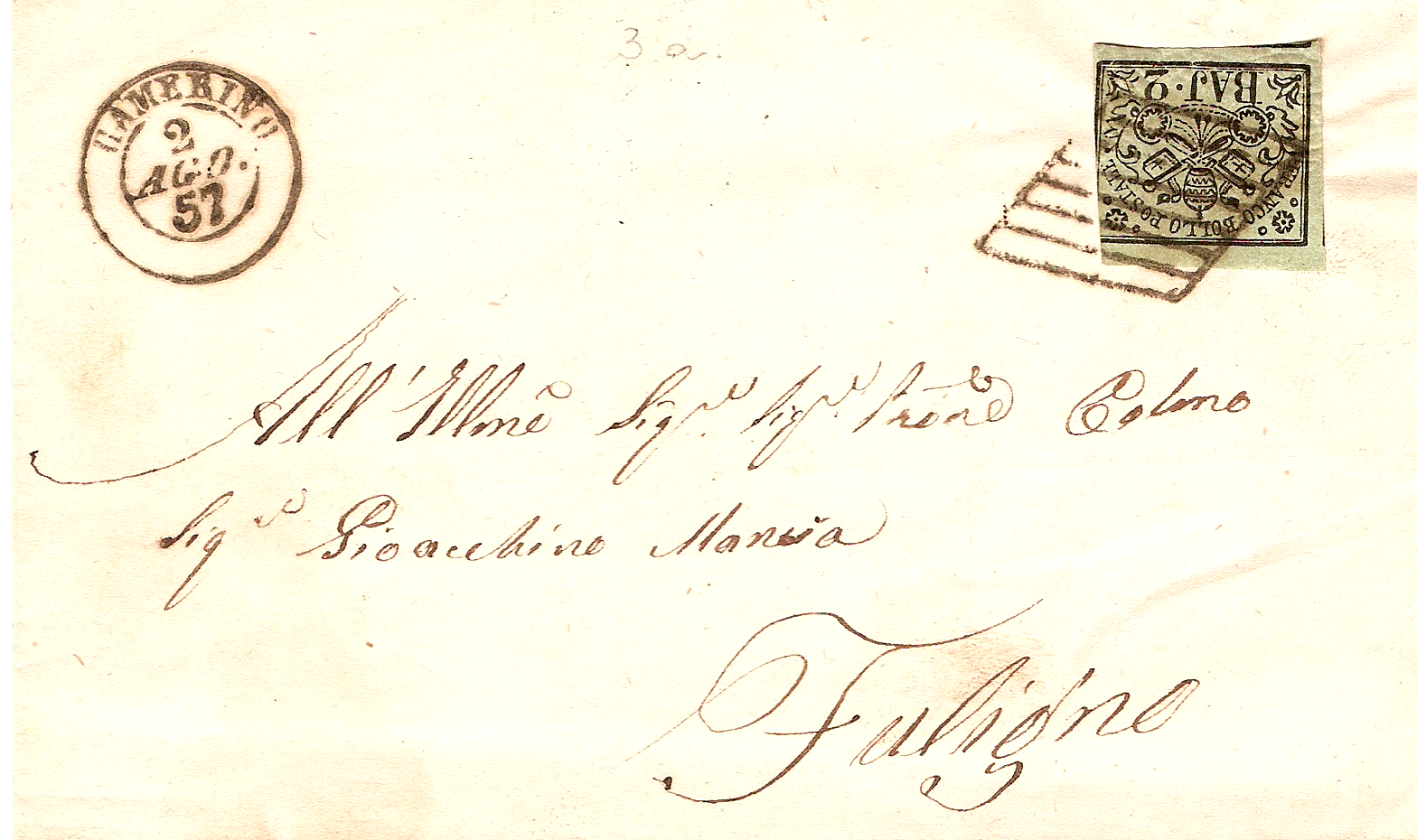
Lettre de 1857 postée à Camerino, région Marches avec un timbre des États pontificaux

À la suite du congrès de Vienne (1815), Pie VII rétablit les États pontificaux. Une administration postale autonome se met donc en place et, sur les premières émissions de timbres, figurent les armes du Vatican.
La première émission a démarré en 1852 et contenait 11 valeurs.
D'autres valeurs ont été émises en 1867 (non dentelés), puis dentelés en 1868. Ils ont eu une diffusion géographique beaucoup plus faible.

## Intégration à l'unité italienne
En 1860, le Piémont annexe une partie des États pontificaux, laissant Rome au pape. Pendant un premier temps ces régions vont utiliser des timbres émis par d'autres états italiens (Romagne et Sardaigne), puis rapidement les nouveaux timbres de la nouvelle Italie en 1862.
Seule Rome va continuer à utiliser les timbres des états pontificaux (jusqu'en ???).

## Les émissions du Vatican
Le Vatican a mis en service son propre service postal et procédé à ses propres émissions en 1929.
L'histoire postale de la cité du Vatican démarre en fait officiellement le 11 février 1929. Deux jours après, le bureau postal du Vatican ouvre grâce au soutien du gouvernement italien. Le Vatican devient membre de l'Union postale universelle le 1er juin. Le 29 juillet, le Vatican et l'Italie signent un accord postal qui prend effet le 1er aout. Il permet notamment le transit du courrier par Rome.
Ce même 1er aout voit la première émission de 15 timbres d'usage courant (auparavant les timbres italiens étaient utilisés). Les premières valeurs (de 5 à 75 centesimis) sont illustrées par les armoiries du Vatican et les plus fortes (de 80 centesimis à 10 lires) contiennent un portrait de face du pape Pie XI.